# 韦尔措
韦尔措（德語：Welzow，發音：[ˈvɛltsoː] ⓘ）是德国勃兰登堡州施普雷-尼斯县的城市，面积39.57平方千米，2023年12月31日人口为3,229人。